# Jango Fett
Jango Fett a Csillagok háborúja II: A klónok támadása c. film szereplője, ahol Temuera Morrison színész játszotta a szerepét. Ezenkívül szerepelt a Star Wars: Bounty Hunter című számítógépes játékban, valamint Star Wars-regényekben, pl. A különleges fejvadászban.

## Életrajza
Jango Fett a Mandalore bolygóról származik.
Jango Fett fiatalon árva lett, farmer családját banditák brutálisan megölték. 10 éves korában találkozott Jaster Mereellel, aki magához fogadta és edzette, majd megismertette a zsoldos élettel. Jango harcossá vált, mivel megtanulta a túlélést a legzordabb körülmények között is. Bár a jedik megszüntették a Mandalori Protektorátust, Jango azon kevesek közé tartozott, akik még mindig hordták a fegyverzetüket.
Jangót Darth Tyranus, vagyis Dooku gróf bízta meg azzal a feladattal, hogy a Köztársaság számára a Kaminón készülő klónhadsereg mintaegyede legyen. Fett nagy díjazásban részesült, de volt egy kérése: egy olyan klón, akit a fiaként nevelhet. Ez lett Boba Fett, aki később a Galaxis egyik leghírhedtebb fejvadászává vált.
Közben Jango megbízást kapott Dookutól (Nute Gunray megrendelésére) Padmé Amidala szenátornő megölésére. Több sikertelen merénylet után a célszemély ezúttal is életben maradt. Jango kénytelen volt megölni a jedi testőrök által fogságba ejtett társát, Zam Vessellt egy mérgezett kaminói szablyatűvel. A szablyatű azonban a geonosisi összeesküvés nyomára vezette a jediket, amelyben Jango megbízói is részt vettek. Ez azonban nem volt teljesen véletlen, hanem a sithek tervei szerint történt, hiszen különben sohasem tört volna ki a klónháború. Ezáltal Jango Fett nagyon jelentős láncszem a Galaktikus Birodalom felemelkedésében.
Amikor Mace Windu lefejezte Jangót, Boba Fett szerezte meg az apja sisakját. Különböző könyvek és filmek szerint Jango és fia is fejvadászként és politikai alakok személyes testőreiként is (mint Dooku gróf és Palpatine) szolgáltak. Ezáltal indirekt módon segítették a birodalom erősödését.

### A Mandalore bolygó
A bolygónak egy lakható holdja van, a Concordia. A Mandalore egy sivatagos bolygó, ahol hatalmas méretű félgömbök látszódnak, rajta kisebb-nagyobb nyílások. A félgömbökön belül városok vannak, amelyek magassága coruscanti viszonyokhoz hasonló. A fény át tud szűrődni a félgömb külső falán. Mandalore kormányát miniszterelnök vezeti, de a legfőbb hatalom az uralkodó kezében van. Az uralkodót mandalor hercegnek/hercegnőnek nevezik. Mandalort a mandalori faj lakja többségében, bár más fajok is élnek rajta. A mandalóri egy harcias faj. Külsőre úgy néznek ki mint az emberek, de ők mandalórinak tartják magukat, nem embernek. A mandalóriak kifejlesztettek egy páncélt, és különböző fegyvereket, amik nagyon veszélyessé teszik őket. Még a jedik is tartanak a mandalori harcosoktól.
Mandalore kifejlesztett saját, hiperűrugrásra képes felfegyverzett, csapatszállító hajókat. Ezek nagyobb méretű bombázónak néznek ki, de leszálláskor szárnyaikat a gép törzsének két oldalán függőlegesbe fordítják. Ezenkívül a bolygó saját vadászgépeket, ill. a Slave 1-hez hasonlókat is kifejlesztett. A mandalori társadalom alapja a klánok szervezete. A Wisla klán alapítója volt az első mandalori jedi, ő alkotta meg a fekete pengéjű fénykardot, amelyben szintén van kiber kristály.
A Wisla klán vezetője a hagyomány szerint az, akinek a tulajdonában van a fekete kard. Az összes többi klán is tiszteli a fekete kardot, úgy mint egyfajta régi szent ereklyét. A tulajdonosa jogot formálhat a mandalori trónra. A mandalori törvények szerint akit kihívnak párbajra, annak el kell fogadnia. A párbajba beavatkozni nem lehet, csak két személy vívhatja meg. A győztesnek a párbaj végén a hagyomány szerint meg kell ölnie a vesztest. A klánok létszáma több milliós. A klánt egy család vezeti, a hierarchia csúcsán a családfő áll. Sabin wren is a Wisla klán tagja, anyja pedig a klán vezetője.
A trónt párbajjal kell megszerezni a hagyomány szerint, de néha csak börtönbe zárás is elég a trón megszerzéséhez. Mandalore gazdag bolygó, fejlett iparral, kiterjedt kereskedelmi kapcsolatokkal. Uralkodói közül hármat ismerünk: Satin greec hercegnő (Obi-Wan Kenobi plátói szerelme, akivel akkor került gyengéd közelségbe, amikor megmentette őt a mandalori polgárháború alatt, és bujkálniuk kellett), Pre Wisla a Wisla klánból, aki Satin után néhány napig uralkodott. Pre Wisla börtönbe záratta Satint.
A harmadik ismert uralkodó pedig Darth Maul, aki Savage Opres-szel szerezte meg a hatalmat, úgy, hogy Satint és Pre Wislát is megölte. Mandalornak saját hadserege volt, de miután a 10.000 főből álló jedi renddel szemben alulmaradtak, csak rendőrsége lehetett, és a mandalori hadsereget felszámolták. A mandaloriak legalábbis úgy emlékeznek arra vissza, hogy a jedik győzték le őket, pedig a köztársasággal szemben maradtak alul. A köztársasági hadihajókat jedik vezették, de a mandaloriak csak a jediket emelik ki az akkori ellenfeleik közül. A jedik emiatt nem szívesen látott személyek a Mandaloron. Satin próbált változtatni ezen.
A Galaktikus Birodalmon belül gazdagsága, harcias népe miatt Mandalore széles körű autonómiával rendelkezezett. Sok rendszernek az uralkodó nevezett ki helytartót, de nem feltétlenül olyan fajút, mint amilyen lakja. Ám Mandalore a birodalmon belül maga választhatta meg vezetőjét. A Galaktikus köztársaságban is önállóbb volt. Nem is volt teljes jogú tagja a köztársaságak, inkább csak külső szövetségese. Mandalore lakossága sok milliárdos.